# 누상동 이중섭 가옥
누상동 이중섭 가옥(樓上洞 李仲燮 家屋)은 서울특별시 종로구 옥인동에 있는 일제강점기의 건축물이다.

## 잘못 지정된 가옥
누상동 166-10 가옥은 2004년 9월 4일 대한민국의 국가등록문화재 제86호로 지정되었다가, 2008년 8월 11일 문화재 지정이 해제되었다.

### 등록문화재 지정 사유
누상동 가옥은 화가 이중섭 선생이 유일한 개인전인 미도파화랑 전시회를 준비하던 곳이다. 이중섭 선생은 소, 닭, 어린이, 가족 등 향토성이 강하며 동화적이고 동시에 자전적인 소재를 많이 사용하여 작품활동을 하였으며, 민족적 소재와 개인적인 화풍을 화단에 도입하여 우리나라 회화발전에 지대한 공헌을 한 서양화가이다.

### 문화재 지정 해제 사유
문화재 등록 가옥의 연혁 등에 대한 정밀조사 결과, 화가 이중섭과는 관계가 없음.

## 진짜 이중섭 가옥
누상동 166-202로 확인되었다. 소유주의 반발로 문화재 지정이 되지 못하고 있다.

## 같이 보기
- 이중섭

## 참고 자료
- 누상동 이중섭 가옥 - 국가유산청 국가유산포털